# Saint-Martin-sous-Vigouroux
Pour les articles homonymes, voir Saint-Martin.
Saint-Martin-sous-Vigouroux (Sant Martí de Vigorós en occitan aurillacois) est une commune française située dans le département du Cantal, en région Auvergne-Rhône-Alpes.

## Géographie

### Localisation
Située à 7,5 km de Pierrefort, traversé par la RD 990, dans le parc naturel régional des Volcans d'Auvergne, dans la vallée du Brezons , la commune d'une superficie de 1 928 ha, comporte 25 villages et hameaux, comprend 282 habitants, présente la particularité d'avoir un fort dénivelé de 650 m à 1 380 m d'altitude.
Le chef-lieu de la commune, Saint-Martin-sous-Vigouroux est à 753 m d'altitude et Vigouroux (section municipale et 2e paroisse) est à 1 050 m d'altitude.
Le bourg, bien exposé sur la rive droite du Brezons, se déploie dans un paysage très agréable ; un énorme rocher de basalte d'une hauteur de 150 m l'abrite des vents du nord. Au sommet de ce rocher, point de vue et panneau de lecture du paysage permettent de découvrir la magnifique vallée du Brezons (l'une des plus belles d'Europe avec sa forme en auge, selon Haroun Tazieff).
Le village est traversé par le Brezons et fait partie du parc naturel régional des volcans d'Auvergne.
- La station de sports d'hiver et d'été de Prat de Bouc se trouve à 26 kilomètres.

### Communes limitrophes
Les communes limitrophes sont Thérondels, Brezons, Malbo, Narnhac, Paulhenc et Pierrefort.
| Malbo                |                             | Brezons    |
| Narnhac              | Saint-Martin-sous-Vigouroux | Pierrefort |
| Thérondels (Aveyron) |                             | Paulhenc   |

### Climat
Pour des articles plus généraux, voir Climat d'Auvergne-Rhône-Alpes et Climat du Cantal.
En 2010, le climat de la commune est de type climat de montagne, selon une étude du CNRS s'appuyant sur une série de données couvrant la période 1971-2000. En 2020, Météo-France publie une typologie des climats de la France métropolitaine dans laquelle la commune est exposée à un climat de montagne ou de marges de montagne et est dans la région climatique  Ouest et nord-ouest du Massif Central, caractérisée par une pluviométrie annuelle de 900 à 1 500 mm, maximale en automne et en hiver. 
Pour la période 1971-2000, la température annuelle moyenne est de 8,6 °C, avec une amplitude thermique annuelle de 15,4 °C. Le cumul annuel moyen de précipitations est de 1 326 mm, avec 13 jours de précipitations en janvier et 7,8 jours en juillet. Pour la période 1991-2020, la température moyenne annuelle observée sur la station météorologique de Météo-France la plus proche, sur la commune de Valuéjols à 18 km à vol d'oiseau, est de 8,7 °C et le cumul annuel moyen de précipitations est de 892,1 mm,. Pour l'avenir, les paramètres climatiques de la commune estimés pour 2050 selon différents scénarios d'émission de gaz à effet de serre sont consultables sur un site dédié publié par Météo-France en novembre 2022.

## Urbanisme

### Typologie
Au 1er janvier 2024, Saint-Martin-sous-Vigouroux est catégorisée commune rurale à habitat très dispersé, selon la nouvelle grille communale de densité à 7 niveaux définie par l'Insee en 2022.
Elle est située hors unité urbaine et hors attraction des villes,.

### Occupation des sols
L'occupation des sols de la commune, telle qu'elle ressort de la base de données européenne d’occupation biophysique des sols Corine Land Cover (CLC), est marquée par l'importance des territoires agricoles (73,2 % en 2018), en augmentation par rapport à 1990 (68,9 %). La répartition détaillée en 2018 est la suivante : 
prairies (70,8 %), forêts (26,8 %), zones agricoles hétérogènes (2,4 %). L'évolution de l’occupation des sols de la commune et de ses infrastructures peut être observée sur les différentes représentations cartographiques du territoire : la carte de Cassini (XVIIIe siècle), la carte d'état-major (1820-1866) et les cartes ou photos aériennes de l'IGN pour la période actuelle (1950 à aujourd'hui).

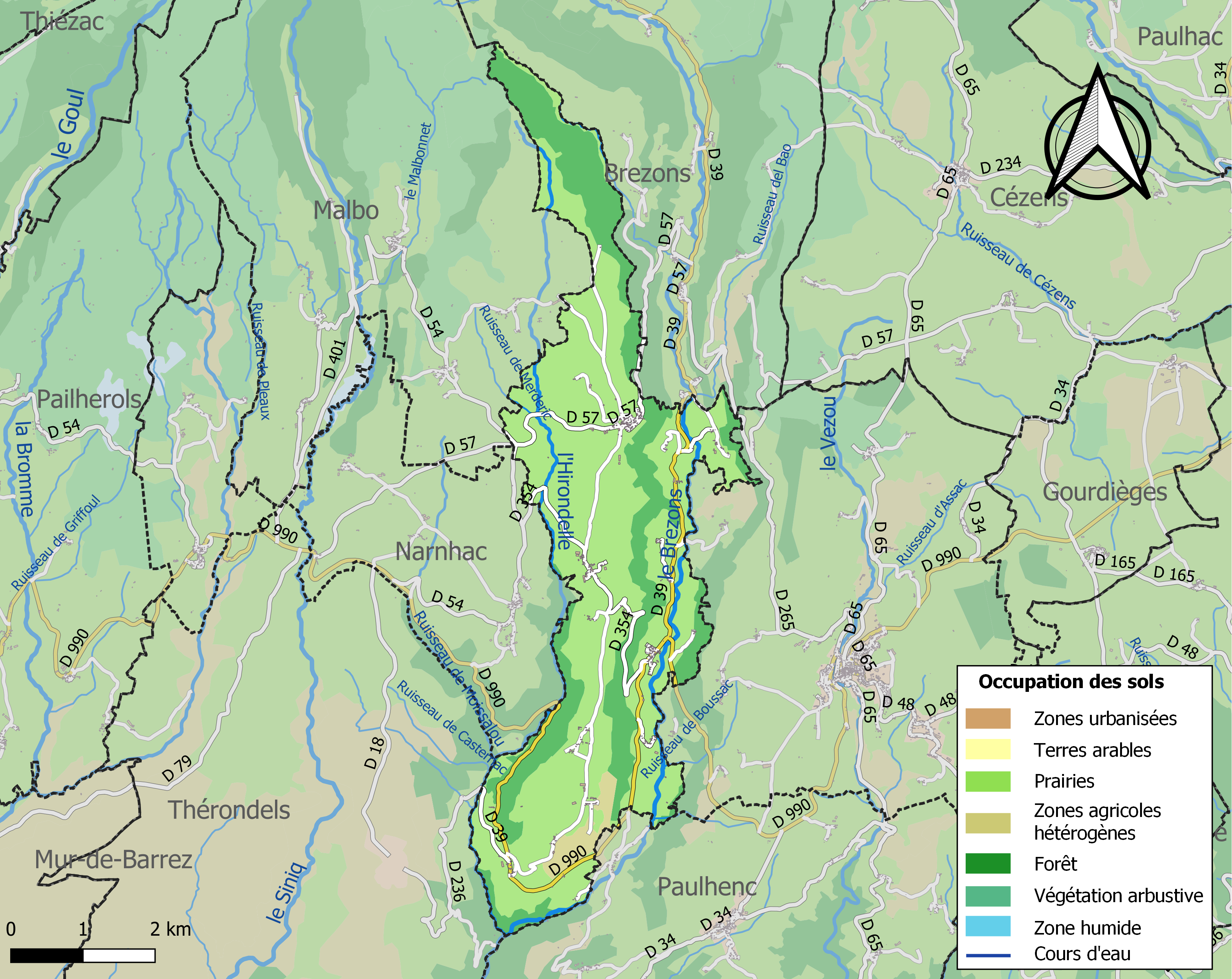
Carte des infrastructures et de l'occupation des sols de la commune en 2018 (CLC).

### Habitat et logement
En 2018, le nombre total de logements dans la commune était de 167, alors qu'il était de 181 en 2013 et de 178 en 2008.
Parmi ces logements, 65,1 % étaient des résidences principales, 26,5 % des résidences secondaires et 8,5 % des logements vacants. Ces logements étaient pour 93,6 % d'entre eux des maisons individuelles et pour 6,4 % des appartements.
Le tableau ci-dessous présente la typologie des logements à Saint-Martin-sous-Vigouroux en 2018 en comparaison avec celle du Cantal et de la France entière. Une caractéristique marquante du parc de logements est ainsi une proportion de résidences secondaires et logements occasionnels (26,5 %) supérieure à celle du département (20,4 %) et à celle de la France entière (9,7 %). Concernant le statut d'occupation de ces logements, 81,1 % des habitants de la commune sont propriétaires de leur logement (83,6 % en 2013), contre 70,4 % pour le Cantal et 57,5 pour la France entière.
| Typologie                                               | Saint-Martin-sous-Vigouroux | Cantal | France entière |
| ------------------------------------------------------- | --------------------------- | ------ | -------------- |
| Résidences principales (en %)                           | 65,1                        | 67,7   | 82,1           |
| Résidences secondaires et logements occasionnels (en %) | 26,5                        | 20,4   | 9,7            |
| Logements vacants (en %)                                | 8,5                         | 11,9   | 8,2            |

## Histoire
Grégoire de Tours nous apprend que saint Martin, décédé le 8 novembre 397 à 81 ans, était le grand prédicateur de la Gaule au IVe siècle. Nonobstant cette précision, il n'est pas impossible que ses pas l'aient mené dans cette région de Haute-Auvergne.
Un siècle et demi plus tard, le village de Saint-Martin apparaît dans « la Charte de Clovis », avance avec certitude le Dictionnaire statistique du Cantal. Après enquête, rien ne permet de dire qu'il s'agit de Saint-Martin-sous-Vigouroux. En fait, toute l'histoire de la Haute-Auvergne sort de l'ombre au Xe siècle, grâce aux interventions et aux récits de quelques éminences : Gerbert, futur Sylvestre II, saint Géraud à Aurillac et saint Odilon à Saint-Flour. Après le concile de Clermont en 1095, le pape Urbain II se rend à Saint-Flour, où il séjourne du 6 au 11 décembre 1095, puis à Aurillac via Carlat. Le seul chemin praticable en hiver passe à Saint-Martin, et l'on peut penser raisonnablement qu'il s'y est arrêté.
En 1131, Rancon, évêque de Clermont, attribue une partie des droits sur l'église de Saint-Martin aux moines de Sauxillanges. En 1265, Pierre IV, vicomte de Murat, qui possède l'autre partie, la cède au prieuré de Saint-Flour. Par acte du 19 septembre 1261, Pierre Gasc, chevalier, seigneur de la Volpilière, fait donation de la seigneurie au prieuré de Saint-Flour (carticulaire du prieuré de Saint-Flour). En 1317, une fois le prieuré érigé en évêché, les évêques de Saint-Flour deviennent seigneurs de Saint-Martin. Par deux bulles papales des 23 août 1574 et 23 janvier 1575, Grégoire XIII accorde au roi de France, Henri III, un subside de 1 500 000 livres à fournir par le clergé. La part du diocèse de Saint-Flour est arrêtée à 700 livres. Le 28 décembre 1575, des affiches annonçant la vente de la seigneurie de Saint-Martin sont placardées sur les portes de l'église. La mise à prix est fixée à 200 livres. Antoine de Greil de la Volpilière est le seul à se présenter pour l'acquisition, et du même coup augmente considérablement le patrimoine familial. L'église, très ancienne, figure aujourd'hui dans l'inventaire général. Elle renferme les chapelles et tombeaux des familles seigneuriales du territoire paroissial : de Gasc de Lescure, de Greil de la Volpilière, Berthomier, de Lastic et Torret.

## Politique et administration
| Période                                  | Période  | Identité       | Étiquette | Qualité                                                            |
| ---------------------------------------- | -------- | -------------- | --------- | ------------------------------------------------------------------ |
| Les données manquantes sont à compléter. |          |                |           |                                                                    |
| mars 1977                                | 2020     | Michel Duriol, | DVD       | Retraité Chevalier de la Légion d'honneur en 2006                  |
| 2020                                     | En cours | Sophie Benezit | DVD       | Agricultrice Conseillère départementale du canton de Saint-Flour-2 |

## Démographie

### Évolution démographique
L'évolution du nombre d'habitants est connue à travers les recensements de la population effectués dans la commune depuis 1793. Pour les communes de moins de 10 000 habitants, une enquête de recensement portant sur toute la population est réalisée tous les cinq ans, les populations de référence des années intermédiaires étant quant à elles estimées par interpolation ou extrapolation. Pour la commune, le premier recensement exhaustif entrant dans le cadre du nouveau dispositif a été réalisé en 2005.

En 2022, la commune comptait 219 habitants, en évolution de −8,75 % par rapport à 2016 (Cantal : −1,08 %, France hors Mayotte : +2,11 %).
| 1793 | 1800 | 1806 | 1821 | 1831 | 1836 | 1841 | 1846 | 1851 |
| ---- | ---- | ---- | ---- | ---- | ---- | ---- | ---- | ---- |
| 822  | 831  | 932  | 945  | 898  | 924  | 950  | 943  | 838  |

| 1856 | 1861 | 1866 | 1872 | 1876 | 1881 | 1886 | 1891 | 1896 |
| ---- | ---- | ---- | ---- | ---- | ---- | ---- | ---- | ---- |
| 831  | 761  | 696  | 713  | 680  | 634  | 724  | 646  | 598  |

| 1901 | 1906 | 1911 | 1921 | 1926 | 1931 | 1936 | 1946 | 1954 |
| ---- | ---- | ---- | ---- | ---- | ---- | ---- | ---- | ---- |
| 627  | 634  | 593  | 542  | 501  | 544  | 630  | 566  | 473  |

| 1962 | 1968 | 1975 | 1982 | 1990 | 1999 | 2005 | 2006 | 2010 |
| ---- | ---- | ---- | ---- | ---- | ---- | ---- | ---- | ---- |
| 482  | 418  | 410  | 382  | 357  | 279  | 271  | 270  | 243  |

| 2015 | 2020 | 2022 | - | - | - | - | - | - |
| ---- | ---- | ---- | - | - | - | - | - | - |
| 245  | 223  | 219  | - | - | - | - | - | - |

### Pyramide des âges
La population de la commune est relativement âgée. En 2018, le taux de personnes d'un âge inférieur à 30 ans s'élève à 23,8 %, soit un taux inférieur à la moyenne départementale (27,0 %). À l'inverse, le taux de personnes d'un âge supérieur à 60 ans (40,8 %) est supérieur au taux départemental (35,5 %).
En 2018, la commune comptait 115 hommes pour 114 femmes, soit un taux de 50,22 % d'hommes, supérieur au taux départemental (48,87 %).
Les pyramides des âges de la commune et du département s'établissent comme suit :
| Hommes | Classe d’âge | Femmes |
| ------ | ------------ | ------ |
| 1,8    | 90 ou +      | 4,5    |
| 16,1   | 75-89 ans    | 17,1   |
| 23,2   | 60-74 ans    | 18,9   |
| 23,2   | 45-59 ans    | 25,2   |
| 11,6   | 30-44 ans    | 10,8   |
| 8,9    | 15-29 ans    | 10,8   |
| 15,2   | 0-14 ans     | 12,6   |

| Hommes | Classe d’âge | Femmes |
| ------ | ------------ | ------ |
| 1,2    | 90 ou +      | 3,1    |
| 10,1   | 75-89 ans    | 13,5   |
| 22,9   | 60-74 ans    | 22,6   |
| 21,8   | 45-59 ans    | 20,5   |
| 16,1   | 30-44 ans    | 15,2   |
| 13,8   | 15-29 ans    | 11,9   |
| 14,2   | 0-14 ans     | 13,3   |

## Culture locale et patrimoine

### Lieux et monuments

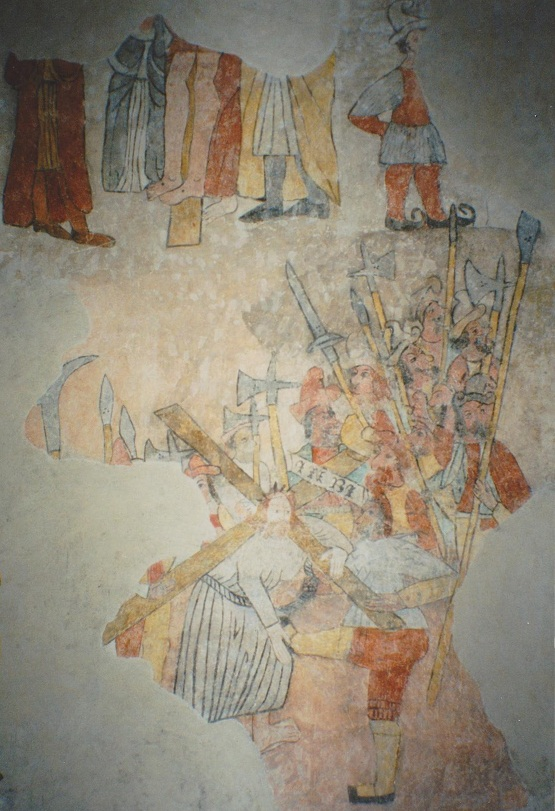
La passion du Christ.

- Église paroissiale Saint-Martin des XIIe et XIIIe siècles, inscrite monument historique. Peintures murales « a secco » du XVe siècle représentant un tétramorphe, un dieu coiffé de la tiare, ainsi qu'un cycle de la passion du Christ ;
- Église Saint-Laurent de Vigouroux ;
- Chaussée de Vigouroux[18] ;
- Château de Lescure ;
- Château de La Volpilhère ;
- Château de Vigouroux.

### Personnalités liées à la commune
- Antoine Chapt de Rastignac (1776-1862), général des armées napoléoniennes.

### Héraldique
| Blason de Saint-Martin-sous-Vigouroux | Blason  | De gueules au chevron d'or chargé de cinq tourteaux d'azur. |
| Blason de Saint-Martin-sous-Vigouroux | Détails | Le statut officiel du blason reste à déterminer.            |